# Ольшанский сельский совет (Недригайловский район)
Ольшанский сельский совет (укр. Вільшанська сільська рада) — входит в состав
Недригайловского района
Сумской области
Украины.
Административный центр сельского совета находится в 
с. Ольшана
.

## Населённые пункты совета
- с. Ольшана
- с. Белоярское
- с. Весногорское
- с. Немудруи
- с. Ревы
- с. Фартушино
- с. Филоново
- с. Шаповалово

## Ликвидированные населённые пункты совета
- с. Рудка